# Lichtenbroich
Lichtenbroich ist einer der 50 Stadtteile von Düsseldorf und gehört heute zum Stadtbezirk 6. Lichtenbroich wurde erstmals 1193 urkundlich erwähnt. 1909 ließ sich Lichtenbroich nach Düsseldorf eingemeinden. 

## Lage
Nördlich von Lichtenbroich liegen der Stadtteil Lohausen, nordöstlich Tiefenbroich, ein Stadtteil der Stadt Ratingen. Im Osten liegt Ratingen-West, ebenfalls ein Stadtteil Ratingens. Im Süden liegt der Düsseldorfer Stadtteil Unterrath.
Westlich wird Lichtenbroich durch den Düsseldorfer Flughafen, der zum Stadtteil Lohausen gehört, begrenzt.

## Geschichte
Vor Jahrhunderten sorgte der Rhein, dessen Bett sich seinen Weg durch das Gelände suchte, mit immer wiederkehrenden Überschwemmungen für ein sumpfiges Gelände. Der Name Lichtenbroich (im Platt Leetebrok oder Letbrok) geht vermutlich auf das ehemals sumpfige und sehr licht bewachsene Gelände zurück. In einer Beschreibung aus dem 15. Jahrhundert wurden zu den Angaben für das „Weisthum der Ickter Mark“ sowohl Kaiserswerd, Calchem (Kalkum) wie auch Lichtenbroick angeführt. Das Gebiet oder  Teile von der Mark, in dem Lichtenbroich lag, gehörte damals vermutlich zum Bereich der Motte Ickt.
Im Mittelalter und der anschließenden Neuzeit bis Ende des 19. Jahrhunderts war das Gebiet kaum besiedelt. Da anscheinend sowohl Adelshöfe wie auch größere Güter oder Höfe fehlten, sind bisher keine Urkunden oder schriftliche Überlieferungen bekannt. In den Untersuchungen von „Stahl 1817“, „Mindel 1828“ und „J. G. von Viebahn 1836“ über die Gebietseinteilung und Ortschaften des Regierungsbezirkes Düsseldorf wurde Lichtenbroich weder unter Kaiserswerth, Ratingen, Rath noch Düsseldorf als Weiler oder mit dem Namen eines Bauernhofs erwähnt.
Eine nennenswerte Besiedlung begann offensichtlich erst mit der Ansiedlung von Industriefirmen Ende des 19. Jahrhunderts in den umliegenden Ortschaften. Selbst im frühen 20. Jahrhundert war in Lichtenbroich von Industrie- und Siedlungsgelände noch keine Spur. Nach dem Zweiten Weltkrieg wuchsen auf freiem Feld die Wohnblocks, so fanden Vertriebene aus Pommern, Ost- und Westpreußen hier ein neues Zuhause, und Lichtenbroich galt auch für junge Familien als Zuzugsgebiet. Eine große Eigenheimsiedlung kontrastiert nunmehr die ehemalige Post-Siedlung.

## Demografie
Stand: 31. Dezember 2014
Lichtenbroich hat ca. 5.434 Einwohner, mit 2744 weiblichen und 2.690 männlichen Personen, darunter etwa 924 nichtdeutsche Staatsbürger. 1.654 Einwohner gehören der Altersgruppe der 18- bis 45-Jährigen an.
Der Altersschnitt von etwa 40 Jahren liegt etwas unter dem Durchschnitt des Stadtgebietes.
Lichtenbroich hat 2.430 Privathaushalte, darunter 847 Singlehaushalte, letzteres entspricht 34,9 %. Von den 65,1 % Mehrpersonenhaushalten sind 171 entsprechend etwa 7 % Haushalte mit 5 oder mehr Personen. 
Von den 1.002 Wohngebäuden sind überwiegend 801 Ein- und Zweifamilienhäuser und nur 201 Mehrfamilienhäuser. 
Von der Gesamtfläche des Stadtteiles sind etwa 12 % Gewerbeflächen, etwa 10 % Wohnflächen und etwa 7 % Grün- und Land- und Forstwirtschaftliche Flächen. Der Anteil an Verkehrsflächen ist mit etwa 16 % ungewöhnlich hoch und ist damit ungefähr doppelt so hoch wie im gesamten Stadtgebiet. Die Bevölkerungsentwicklung hat seit 2005 zwar noch etwas zugenommen, aber seit 2010 ist sie um etwa 200 Personen gesunken. Der Anteil der Arbeitslosen liegt bei etwa 5,4 %.

## Politik
Lichtenbroich gehört zum Stadtbezirk 6.
In jedem Stadtbezirk gibt es eine Bezirksvertretung, die aus 19 Mitgliedern besteht.
Durch eine Kommunalwahl wird der Vorsitzende der Bezirksvertretung, der Bezirksvorsteher bestimmt. Derzeit hat dieses Amt Ralf Thomas inne.

## Kultur und Sehenswürdigkeiten

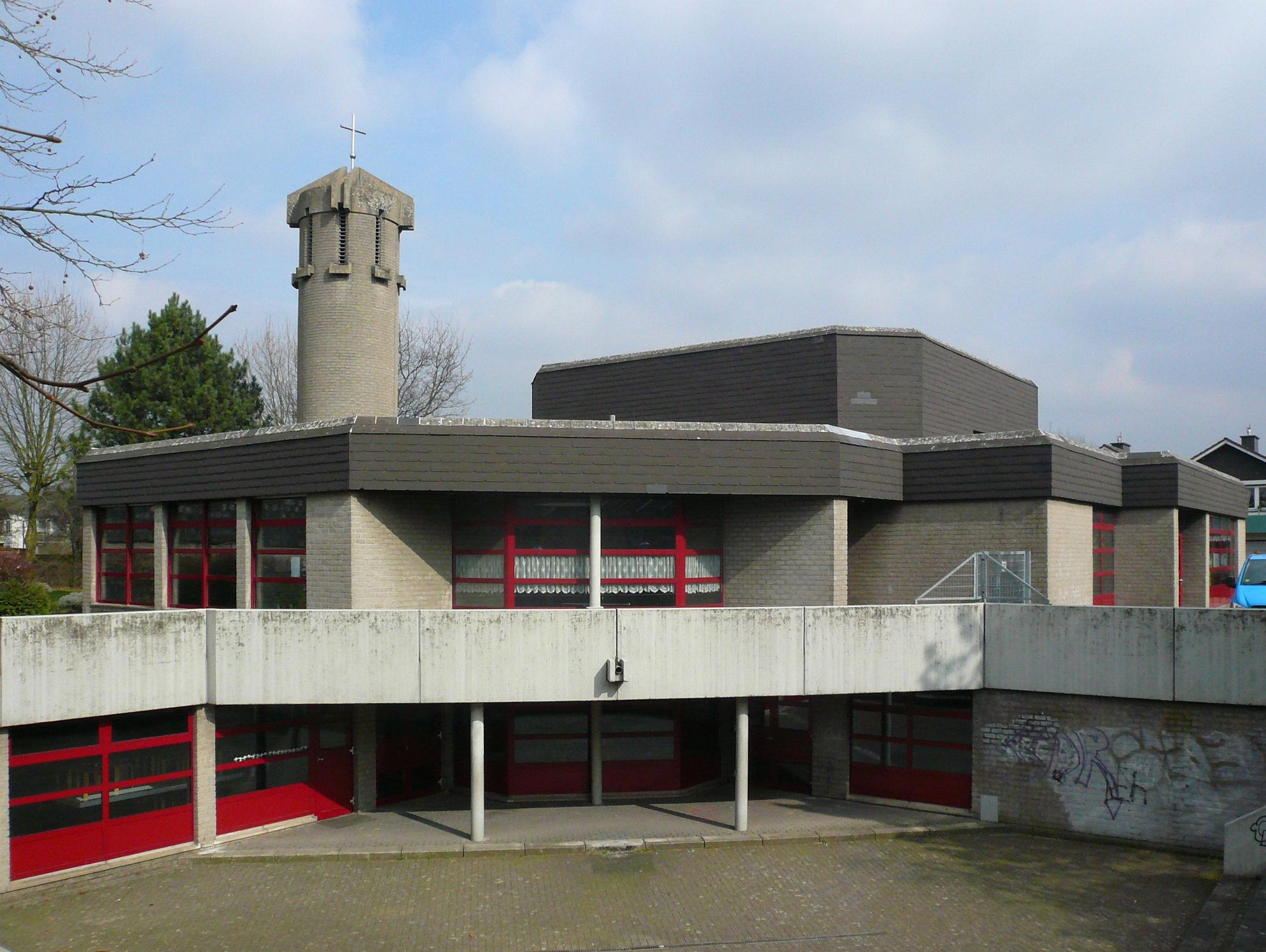
Matthiaskirche

Am 2. Dezember 1992 gründete eine Gruppe von zehn Personen den Fest- und Förderverein Leetebrok.
Dieser feiert jedes Jahr zum 1. Mai ein großes Maifest mit Trödel auf der Wiese zwischen dem Bockumer und dem Wittlarer Weg.
Der Verein hat es sich zum Ziel gesetzt, das kulturelle Leben des Stadtteils durch Ausrichtung von Veranstaltungen zu fördern sowie das Zusammenleben und die Gemeinschaft der Menschen in Lichtenbroich zu unterstützen. Dies gilt u. a. für die Jugend- und Seniorenarbeit und für in Not geratene Mitbürger. Die finanzielle Basis für diese Aufgaben sollen Spenden und Einnahmen aus Festveranstaltungen schaffen.
Ein erster großer Schritt wurde mit der Organisation der 800-Jahr-Feier im Juni 1993 getan, die unter dem Motto „Hallo, Nachbarn“ stattfand, sich über vier Tage erstreckte und den Einwohnern noch lange im Gedächtnis blieb.
Die vom Verein organisierten Straßenfeste und Flohmärkte finden großen Anklang bei den Bewohnern des Stadtteils und auch über seine Grenzen hinweg. Aus den dadurch erzielten Einnahmen konnten zum Beispiel Materialien für einen Kindergarten angeschafft, der Aufbau eines Jugendclubs und ein Schulgarten sowie Seniorenausflüge mitfinanziert werden.
Auch der St.-Martin-Zug in Lichtenbroich wird jetzt vom Leetebrok-Verein unter Mithilfe zahlreicher freiwilliger Helfer organisiert.
Kirchen

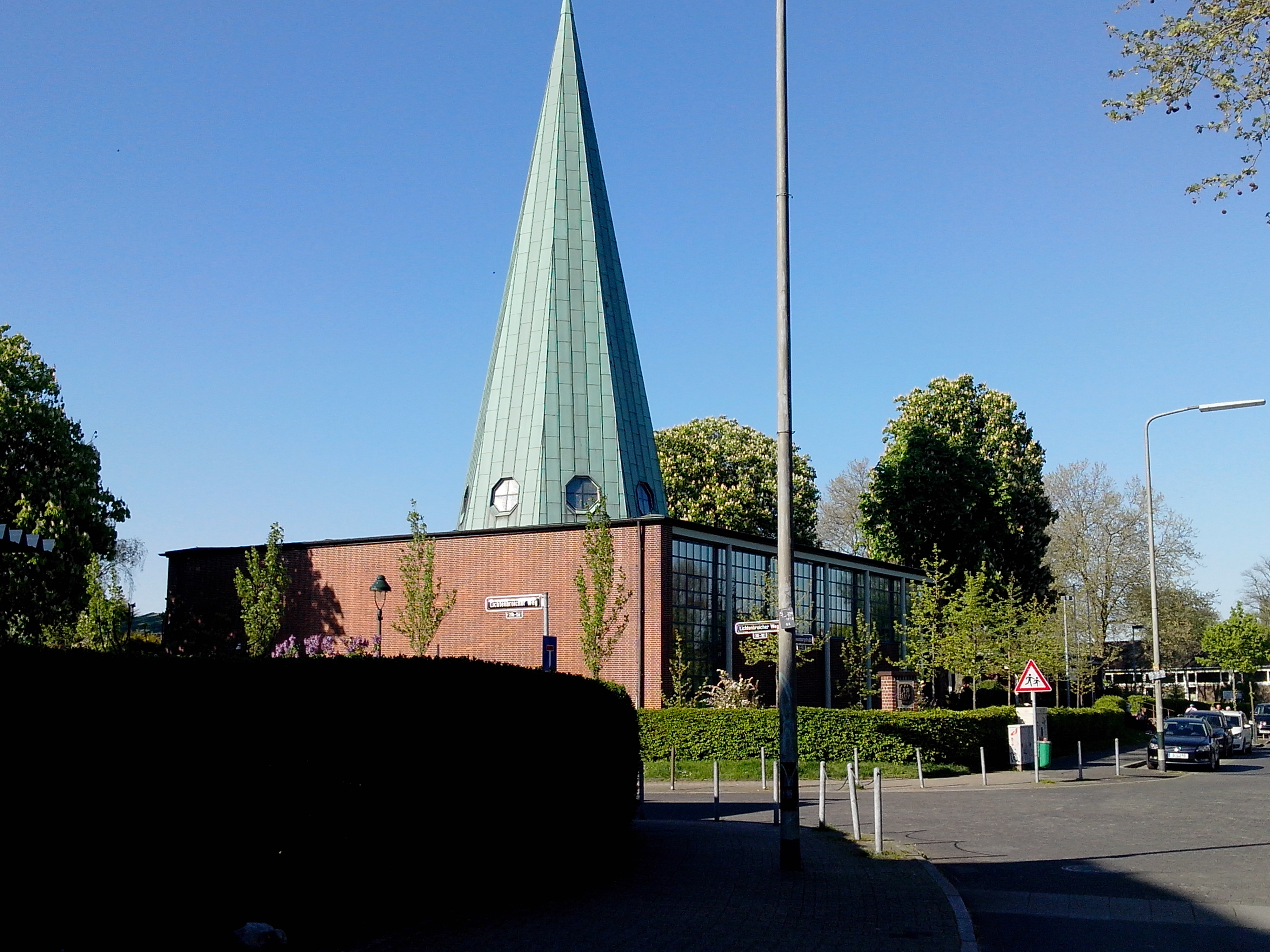
Kath. Kirche St. Maria Königin

In Lichtenbroich sind drei Kirchen verschiedener Glaubensrichtungen vertreten. Die katholische Kirche St. Maria Königin gehört zum Dekanat Düsseldorf-Nord. Die Matthiaskirche ist eine evangelische Kirche und gehört zum Kirchenkreisverband Düsseldorf. Ebenso ist eine Serbisch-Orthodoxe Kirche vorhanden.

## Bildung und Jugend
In Lichtenbroich stehen sowohl zwei kirchliche als auch zwei städtische Kindergärten. Zudem gibt es an der Krahnenburgstraße eine Grundschule (GGS Krahnenburgstraße). Weiterführenden Schulen sind nicht vorhanden, aber durch die umliegenden Stadtteile mit kurzen Wegen zu erreichen.
Weiterhin existieren ein katholisches sowie ein konfessionsloses Jugendzentrum.

## Freizeit und Sport

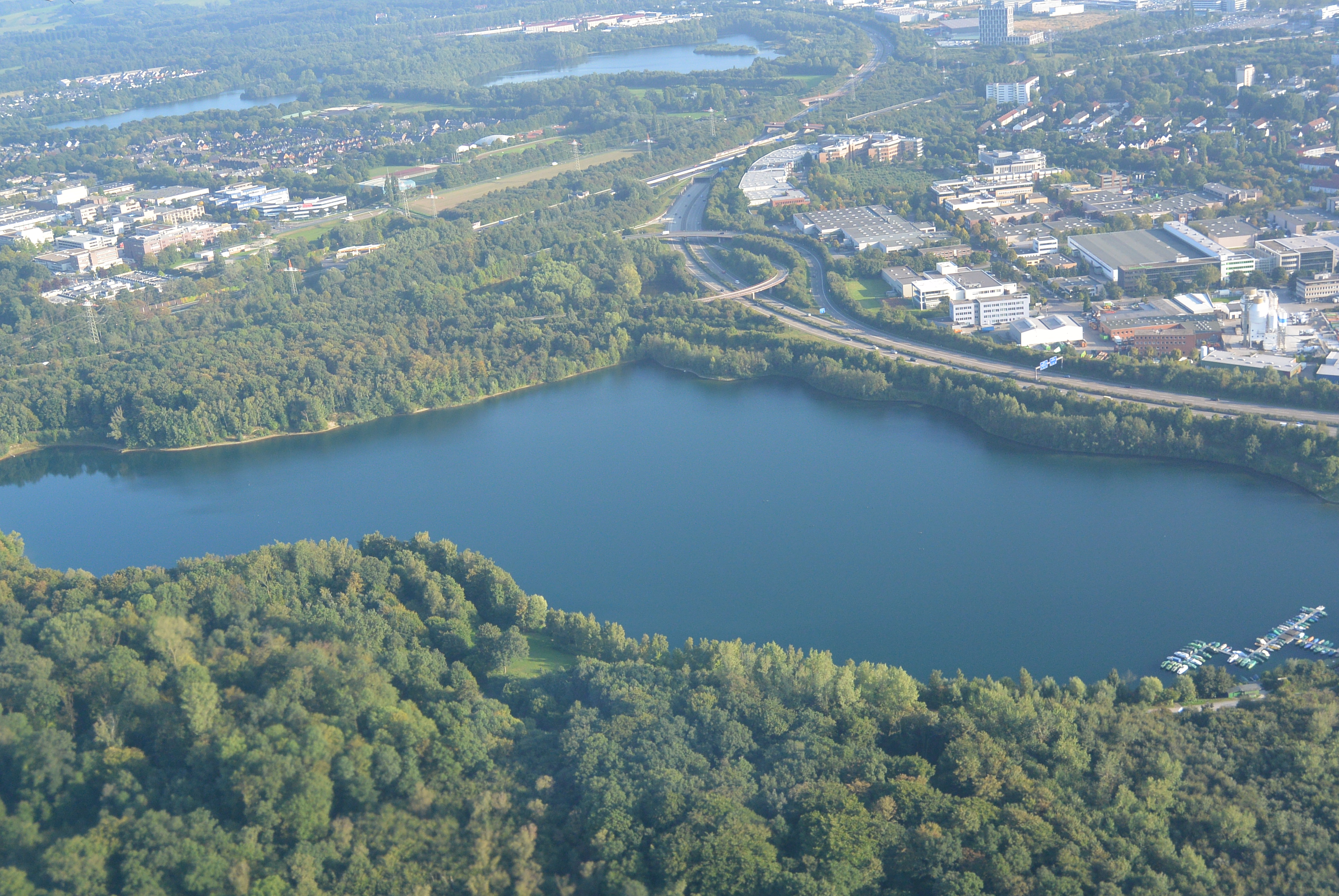
Lichtenbroicher Baggersee

Unweit vom Ort liegt das Naherholungsgebiet von Ratingen, der Grüne See. Dieser ist aufgrund des großen Einzugsgebiets auch immer sehr gut besucht und lädt nicht nur zum Grillen ein, sondern bietet auch eine Surfschule und einen Tretboot-Verleih.
Nördlich ist Lichtenbroich vom Forstbusch umgeben, einem Wald, der das nötige Grün bietet.
Dort liegt auch der Lichtenbroicher Baggersee, der von einem Sportclub zum Angeln und Bootfahren genutzt wird.
Im benachbarten Stadtteil Rath befindet sich das neue Eisstadion des Düsseldorfer Eishockeyvereins Düsseldorfer EG. Dies wurde am 2. September 2006 eingeweiht. Bekannt ist auch die Sporthalle des ASC Ratingen, in der oft Handballspiele ausgetragen werden. In Lichtenbroich selbst befindet sich eine Sporthalle mit dazugehörigem Fußballplatz, der regelmäßig von der SGU (Sport Gemeinschaft Unterrath) und ansässigen Sportclubs genutzt wird. Ein Fitnesscenter sowie kleinere Kegelbahnen sind ebenfalls vorhanden.
Vor kurzem wurde ein künstlicher Bach, der in den „Kittelbach“ führt, angelegt. Der Bach dient in erster Linie als Regenauffangbecken und führt nicht immer Wasser.
Einkaufszentren/Gastronomie
In Lichtenbroich existiert ein kleines Einkaufszentrum, das durch sehr große Märkte und Einkaufsketten in der näheren Umgebung Konkurrenz erfährt.
Auch bedient Lichtenbroich die hiesige Kneipenkultur und schenkt vor allem das obergärige Altbier aus.

## Wirtschaft und Infrastruktur
Im Norden von Lichtenbroich liegt ein großes Gewerbegebiet. Hier haben sich unter anderem mehrere Telekommunikationsanbieter, Flugzeuggesellschaften, Autofirmen und  Modefirmen angesiedelt. Vor einigen Jahren öffnete hier auch ein großer Baumarkt. Ein Standortvorteil der ansässigen Unternehmen ist die hervorragende Infrastruktur, wozu die günstige Lage an den Autobahnen A 44 und A 52 und die Nähe des Flughafens und der Messe Düsseldorf zählen.
Am nordöstlichen Rand liegt der Bahnhof Düsseldorf Flughafen, an dem sogar ICE- und EC/IC-Züge halten. Er ist auch die Endhaltestelle der Buslinien SB 51 nach Kaarst, 729 zur Theodor-Heuss-Brücke, 759 nach Ratingen Ost und 776 nach Mörsenbroich.